# Nabedrenik
Nabedrenik ili nabedrenica, dio svećeničke odežde, ukrasno četverokutno platno što ga pravoslavni svećenici nose kao znak čina, ranga ili odlikovanja na desnom bedru. U povijesnom kontekstu nabedrenik je dio ratničkog oklopa oko bedra.